# Ново село (община Желино)
Вижте пояснителната страница за други значения на Ново село.
Ново село (на македонска литературна норма: Ново Село; на албански: Novo Sella, Ново Села) е село в Северна Македония, в община Желино.

## География
Селото се намира в областта Долни Полог, разположено по горното течение на река Суводолица в сувурните склонове на планината Сува гора в прохода Калдъръм боаз.

## История
В края на XIX век Ново село е албанско село в Тетовска каза на Османската империя. Според статистиката на Васил Кънчов („Македония. Етнография и статистика“) от 1900 година Ново село Дервент е село, населявано от 165 жители арнаути мохамедани.
Според Афанасий Селишчев в 1929 година Ново село е село в Групчинска община в Долноположкия срез и има 45 къщи с 256 жители албанци.
Според преброяването от 2002 година селото има 667 жители.
| Националност | Всичко |
| македонци    | 0      |
| албанци      | 663    |
| турци        | 0      |
| роми         | 0      |
| власи        | 0      |
| сърби        | 0      |
| бошняци      | 1      |
| други        | 3      |